# Abaciscus alishanensis
Abaciscus alishanensis är en fjärilsart som beskrevs av Inoue 1978. Abaciscus alishanensis ingår i släktet Abaciscus och familjen mätare. Inga underarter finns listade i Catalogue of Life.